# Karol Andrej Bel
Karol Andrej Bel (Hongaars: Bél Károly András) (Presburg, 13 juli 1717 –  Leipzig, 5 april 1782) was een Slowaaks historicus die bekendheid kreeg als de eerste hoofdredacteur van het eerste wetenschappelijke tijdschrift Acta Eruditorum. Hij was onder meer rector van de Universiteit Leipzig.

## Werk
- De Maria Hungariae regina comment. hist. crit. Leipzig, 1742
- Diss. de delectu ingeniorum Pythagorico. Leipzig 1742
- Pr. de diis Thracum. Leipzig 1743
- De Maria Hungariae non rege sed regina (Leipzig 1744) u. a.
- Vorläufige Antwort auf die von J. D. Köhler gemachte Einwürfe. Leipzig 1744
- De Archiofficiis regni Hungariae. Leipzig 1749
- De vera origine et epocha Hunnorum, Auarum, Hungarorum in Pannonia. Leipzig 1757